# Оровил (Вашингтон)
Оровил (енгл. Oroville) град је у америчкој савезној држави Вашингтон. По попису становништва из 2010. у њему је живело 1.686 становника.

## Демографија
Према попису становништва из 2010. у граду је живело 1.686 становника, што је 33 (2,0%) становника више него 2000. године.
| Група             | 2000.         | 2010.         |
| Белци             | 1.253 (75,8%) | 1.227 (72,8%) |
| Афроамериканци    | 2 (0,1%)      | 13 (0,8%)     |
| Азијати           | 5 (0,3%)      | 19 (1,1%)     |
| Хиспаноамериканци | 282 (17,1%)   | 361 (21,4%)   |
| Укупно            | 1.653         | 1.686         |